# Marco Amelia
 Marco Amelia  (* 2. April 1982 in Frascati) ist ein italienischer Fußballspieler und aktueller -trainer.
Amelia spielte auf der Position des Torwarts und gehörte zum Kader der italienischen Nationalmannschaft, die bei der Fußball-Weltmeisterschaft 2006 in Deutschland den Titel gewann.

## Spielerkarriere

### Vereine
Marco Amelia begann seine Karriere bei der AS Rom, jedoch kam er hier zu keinem Einsatz mit dem A-Kader. Zur Saison 2001/02 wechselte er zum damaligen Drittligisten AS Livorno. Am Ende der ersten Saison in Livorno stieg der Verein in die Serie B auf. In seiner zweiten Saison in der Toskana wurde Amelia Stammkeeper. Dank seiner guten Leistungen rückte er ins Blickfeld von verschiedenen Serie-A-Vereinen. Zur Saison 2003/04 wechselte er leihweise zur US Lecce in die Serie A und bestritt die ersten 13 Saisonpartien als Stammtorwart. Im Januar 2004 wurde die Leihe beendet und Amelia für den Rest der Spielzeit an die AC Parma verliehen. Dort war er Nummer 2 hinter Sébastien Frey und kam unter Trainer Cesare Prandelli lediglich zu jeweils einem Einsatz in der Coppa Italia und im UEFA-Pokal.
Zur Saison 2004/05 kehrte Amelia zur Livorno zurück, der inzwischen in die Serie A aufgestiegen war. In Livorno wurde Amelia Stammkeeper und erreicht unter Trainer Roberto Donadoni 2004/05 Rang neun in der Serie A. In der Saison 2005/06 erreichte Amelia unter Donadoni bzw. dessen Nachfolger Carlo Mazzone den sechsten Platz in der Serie A, mit dem man sich für den UEFA-Pokal 2006/07 qualifizierte. In diesem Wettbewerb erzielte Amelia beim 1:1 im Gruppenspiel beim FK Partizan Belgrad in der letzten Spielminute den Ausgleich. Damit wurde er der erste italienische Torhüter, der in einem internationalen Wettbewerb traf.
Nachdem Livorno 2006/07 Rang elf in der Meisterschaft erreicht hatte, stieg der Klub am Ende der Saison 2007/08 als Tabellenletzter ab. Amelia wechselte daraufhin im Sommer 2008 zur US Palermo, wo er einen Vierjahresvertrag unterzeichnete und Alberto Fontana als Nummer eins ablöste.
Mit Palermo erreichte Amelia 2008/09 unter Davide Ballardini Rang acht in der Serie A. Zur Spielzeit 2009/10 wurde er Bereits ein Jahr später wechselte Amelia zum CFC Genua. Im Gegenzug wechselte Rubinho von Genuar nach Palermo. Für die Saison 2010/11 wechselte Amelia leihweise zur AC Mailand, die sich zudem eine in Höhe von 2,5 Millionen Euro sicherte. Nachdem Milan diese Kaufoption ausgelöst hatte, stand Amelia bis 30. Juni 2014 in Mailand unter Vertrag, setzte sich dort jedoch nie als Nummer 1 durch, sondern war zumeist Ersatztorhüter hinter Christian Abbiati. Nach dem Vertragsende war Amelia eine Zeit lang vereinslos, danach spielte er bei einigen unterklassigen Vereinen in Italien.
Am 8. Oktober 2015 schloss sich der zu diesem Zeitpunkt vereinslose Amelia dem FC Chelsea an. Er erhielt einen Vertrag bis zum Ende der Saison 2015/16 und sollte nach der Verletzung von Thibaut Courtois neben Asmir Begović und Jamal Blackman das Torhüterteam ergänzen. Amelia kam zu keinem Einsatz für Chelsea und verließ den Klub im Sommer 2016. Nach einem Engagement bei Vicenza Calcio zwischen August und Juni 2017 beendete er im Sommer 2017 seine aktive Laufbahn.

### Nationalmannschaft
Amelia kam zwischen 2002 und 2004 regelmäßig in der italienischen U-21-Nationalmannschaft und mit dem Team unter Trainer Claudio Gentile die U-21-Europameisterschaft 2004 in Deutschland sowie wenig später die Bronzemedaille im Fußballturnier der Olympischen Sommerspiele in Athen.
Dank seiner ausgezeichneten Leistung im Dress der AS Livorno empfahl sich Amelia in der Saison 2005/06 für die A-Nationalmannschaft. Im November 2005 feierte er unter Marcello Lippi gegen die Elfenbeinküste sein Debüt, als er in der zweiten Halbzeit für Christian Abbiati eingewechselt wurde. Für die Weltmeisterschaft 2006 wurde Amelia von Lippi als dritter Torhüter hinter Gianluigi Buffon und Angelo Peruzzi in den italienischen WM-Kader berufen und gewann ohne beim Turnier zum Einsatz gekommen zu sein mit den Azzurri den Titel. Nachdem Peruzzi nach der WM aus der Nationalmannschaft zurückgetreten war, stieg Amelia zunächst zur Nummer 2 der italienischen Nationalmannschaft auf. Sein erstes Länderspiel von Beginn an bestritt er im August 2006 bei der 0:2-Niederlage gegen Kroatien.
Amelia wurde zur EM 2008 als Ersatzkeeper hinter Buffon in den Kader der Italiens berufen. Im Verlauf des Kalenderjahres 2009 verlor er nach mäßigen Leistungen den Status als Ersatztorhüter der Squadra Azzurra und wurde von Federico Marchetti verdrängt. Sein letztes Länderspiel für Italien absolvierte Amelia am 10. Juni 2009 beim 4:3-Sieg gegen Neuseeland in Pretoria. Für das italienische Aufgebot zur WM 2010 in Südafrika wurde er von Marcello Lippi nicht mehr berücksichtigt.

## Trainerkarriere
Seit 2018 ist Amelia als Trainer aktiv. Bisher trainierte er ohne nennenswerte Erfolge einige unterklassige Mannschaften.

## Erfolge
- Weltmeister: 2006
- U-21-Europameister: 2004
- Olympia-Bronzemedaille: 2004
- Italienische Meisterschaft: 2000/01, 2010/11